# Orden de la Espuela de Oro
La Orden de la Espuela de Oro (en italiano: Ordine dello Speron d'oro) es una orden de caballería, antiguamente conocida como la Orden de la Milicia de Oro.

## Historia
La opinión general, aunque vaga, atribuye al emperador Constantino el Grande la institución de esta orden sin duda porque tal emperador creó una compañía de hidalgos, con el objeto de hacer la guardia inmediatamente cerca de su persona. A sus miembros se les conocía por el dictado de caballeros de la espuela dorada por ser una de sus principales funciones la de calzarle las espuelas cuando montaba a caballo. 

## Insignia
El distintivo con que fueron condecorados aquellos caballeros era una cruz de oro de Malta, de cuyo ángulo inferior pendía una espuela del mismo metal y la llevaban sobre el pecho.

## Miembros destacados de la Orden

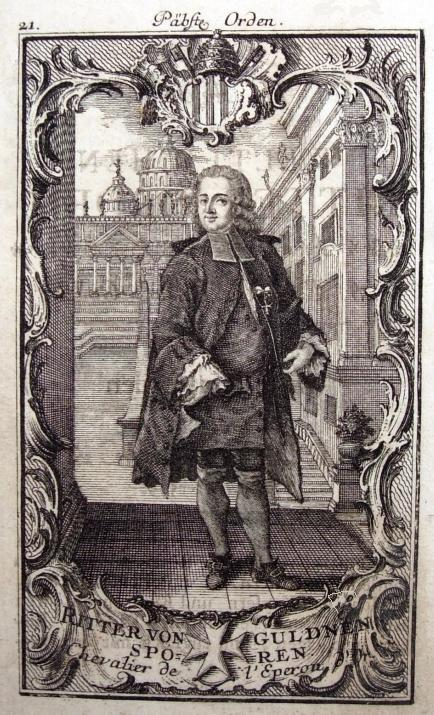
Un caballero papal de la Espuela de Oro, grabado en cobre por Jacob Andreas Fridrich, 1756

- Juan, Gran Duque de Luxemburgo, el último caballero
- Palla Strozzi (1372–1462) banquero, político, literato, filósofo y filólogo florentino
- Heinrich von Olnhausen, otorgado en 1388 en Jerusalén como caballero de la Santa Cruzada
- Diego García de Paredes (1468-1533), soldado
- Rafael Sanzio (1483–1520), artista
- Julio César Escalígero (1484–1558), otorgado por Carlos V, Emperador del Imperio Romano
- Tiziano, artista, otorgado por Carlos V, Emperador del Imperio Romano en 1533
- Baccio Bandinelli (1493–1560), otorgado por Carlos V
- Giorgio Vasari, artista y biógrafo
- Andrés Contero, conquistador y primer europeo en ver el océano Pacífico.
- Orlande de Lassus, compositor, otorgado por Gregorio XIII[3]
- Giorgio Basta (1544-1607), otorgado por Rodolfo II[4]
- Ventura Salimbeni (1568–1613), pintor sienés manierista y grabador
- Bonifazio Bevilacqua Aldobrandini (1571–1627), cardenal italiano y tío del papa Gregorio XIV
- Nicholas Plunkett (1602–1680), abogado irlandés y líder de los Confederados
- Antonio Latini (1642–1692), asistente del Cardenal Antonio Barberini, cardenal-sobrino de Urbano VIII
- Christoph Willibald Gluck (1714–1787), compositor
- Bartolomeo Cavaceppi (c. 1716–1799), escultor
- Giacomo Casanova (1725–1798), filósofo y escritor[5]
- Giovanni Gallini (1729–1805), bailarín y empresario en Londres, 1760–1800
- Wolfgang Amadeus Mozart (1756–1791), compositor, a la edad de 14[6]
- Niccolò Paganini (1782–1840), violinista, guitarrista y compositor
- Miklós Horthy (1868-1957), regente del Reino de Hungría (1920-1944)
- Benito Mussolini (1883-1945), jefe de Gobierno de la Italia fascista[7]
- Cesare Maria de Vecchi (1884-1959), escuadrista y líder fascista italiano
- Mohammad Reza Pahleví (1919–1980), Sha de Irán
- Domenico Gaetano Maria Donizetti (1797– 1848), compositor dramático